# Dactylochelifer maroccanus
Espèce
Synonymes
- Ectoceras maroccanum Beier, 1930

Dactylochelifer maroccanus est une espèce de pseudoscorpions de la famille des Cheliferidae.

## Distribution
Cette espèce se rencontre au Maroc et en Turquie.

## Étymologie
Son nom d'espèce lui a été donné en référence au lieu de sa découverte, le Maroc.

## Publication originale
- Beier, 1930 : Pseudoscorpione aus Marocco nebst einer Art von der Insel Senafir. Bulletin de la Société des Sciences Naturelles du Maroc, vol. 10, p. 70-77.